# Phlebotomus pedifer
Phlebotomus pedifer är en tvåvingeart som beskrevs av Lewis, Mutinga och Ashford 1972. Phlebotomus pedifer ingår i släktet Phlebotomus och familjen fjärilsmyggor.
Arten är känd från Kenya, Etiopien och Sudan.
Arten är en vektor för parasiten Leishmania aethiopica som kan orsaka sjukdomen leishmaniasis..